# Kuluche
Il kuluche è un dolce molto popolare soprattutto nel nord dell'Iran. Questo dolce è stato creato nella città di Fuman che si trova nella regione di Gilan.
Il kuluche è il risultato del lavoro delle donne casalinghe. Il dolce si preparava durante le feste come il Capodanno persiano che si festeggia il 21 marzo.
Le donne preparavano l'impasto a casa e lo portavano nel forno a legna della cittadina di Fuman per farlo cuocere.
Con il passare del tempo Fuman diventa l'unico luogo di distribuzione di questo prodotto.
Dopo la rivoluzione, i viaggi all'interno del paese aumentarono e i turisti interni comprando questo dolce lo hanno fatto conoscere in tutto l'Iran.
Chi va a Fuman o nelle città vicine compra questo dolce tipico della zona come un souvenir.

## Ingredienti
Il ripieno del dolce è composto da:
- noci macinate
- noce moscata
- cannella

mentre l'esterno rimane come un biscotto morbido.

## Preparazione
Per preparare un kuluche si prepara l'impasto esterno, poi si prende una pallina di impasto grande quanto un mandarino e la si stende poco. 
Una volta steso si prende il ripieno creato in precedenza e si mette al centro dell'impasto lo si chiude e si ristende con il mattarello poco più grande di un biscotto classico con la forma rotonda. In seguito si decora l'impasto con stampi e lo si cuoce nel forno a legna.